# 東京女子医科大学看護短期大学
東京女子医科大学看護短期大学（とうきょうじょしいかだいがくかんごたんきだいがく、英語: Tokyo Women's Medical College, Junior College Nursing）は、東京都新宿区河田町8-1に本部を置いていた日本の私立大学である。1969年に設置され、2001年に廃止された。大学の略称は看短。

## 概要

### 大学全体
- 東京都新宿区に所在した日本の私立短期大学で、設置主体は学校法人東京女子医科大学[2]。
- 1969年に看護系の１学科入学定員50名体制で開学し[3]、1975年度入学生より専攻科を置き、さらに1987年度入学生より100名に増員。最終的には看護学科と専攻科のみとなる。

### 教育および研究
- 看護教育に特化していた。

## 沿革
- 1930年 東京女医学校産婆看護婦養成所が創設される。
- 1948年 産婆看護婦養成所が廃止される。
- 1950年 看護学院（乙看）を置く。
- 1953年 看護学院（乙看）を廃し、准看護学院を置く。
- 1965年 高等看護学校を置く。
- 1969年
  - 2月8日 左記を以て文部省[注 1]より短期大学の設置が認可される[4]。
  - 4月1日 東京女子医科大学看護短期大学が以下の学科体制にて開学する。
    - 看護学科 入学定員50名
- 1970年
  - 5月1日 学生数[5]/定員
    - 看護学科 83[注釈 1]/100
- 1971年
  - 5月1日 学生数[6]/定員
    - 看護学科 126[注釈 1]/150
- 1975年
  - 4月1日 専攻科看護専攻（助産婦課程）を設置する[注 2]。
- 1987年
  - 4月1日 看護学科の入学定員を50[8]→100[9]に増員[注 3]。
  - 5月1日 学生数[12]/定員
    - 看護学科 218[注釈 1]/200
- 1988年
  - 5月1日 学生数[13]/定員
    - 看護学科 256[注釈 1]/250
- 1989年
  - 5月1日 学生数[14]/定員
    - 看護学科 307[注釈 1]/M
- 1992年
  - 5月1日 学生数[15]/定員
    - 看護学科 311[注釈 1][注 4]
- 1997年
  - 4月1日 この年度で学生募集を終了[注 6]。
  - 5月1日 学生数[19]/定員
    - 看護学科 295[注釈 1]/300
- 1998年
  - 5月1日 学生数[20]/定員
    - 看護学科 193[注釈 1]/200
- 1999年
  - 5月1日 学生数[21]/定員
    - 看護学科 99[注釈 1]/100
- 2001年
  - 10月30日 左記を以て正式に廃止[22]。

## 基礎データ

### 所在地
- 東京都新宿区河田町8-1

### 象徴
- 東京女子医科大学看護短期大学のカレッジマークは右記資料を参照[23]。

## 教育および研究

### 組織

#### 学科
- 看護学科 入学定員100名[注 7]

#### 専攻科
- 看護専攻 入学定員15名[25]

#### 別科
- なし

#### 取得資格について
受験資格
- 看護師：看護学科
- 助産婦：専攻科

### 研究
- 『東京女子医科大学看護短期大学研究紀要』[1]ほか。

## 学生生活

### 部活動・クラブ活動・サークル活動
- 東京女子医科大学看護短期大学で活動していたクラブ活動[16]
  - 体育系：テニス・バレーボール・合気道ほか。
  - 文化系：絵画・手話・看護研究ほか。

## 大学関係者と組織

### 大学関係者組織
- 東京女子医科大学看護短期大学の同窓会は「至誠会」と称する。

### 大学関係者一覧
教職員
- 薄井坦子

#### 出身者
- 樋口まち子

## 施設

### キャンパス
- 看護短大独自の校舎をもっていた[25]。

## 対外関係

### 系列校
- 東京女子医科大学

## 卒業後の進路について

### 就職について
- 東京女子医科大学病院をはじめ医大病院や有名病院などへの就職者が多かった[16]。

### 編入学･進学実績
- 看護学科：東京女子医科大学看護短期大学専攻科ほか看護系大学･養護教諭機関などへの進学者がいたものとみられる。